# Pawłowice (powiat piaseczyński)
Pawłowice – wieś sołecka w Polsce położona w województwie mazowieckim, w powiecie piaseczyńskim, w gminie Tarczyn.
W latach 1975–1998 miejscowość należała administracyjnie do województwa warszawskiego.
Na zachodnim krańcu wsi znajduje się dawny przystanek kolejowy Pawłowice Kopana, który od 1914 do 1991 roku obsługiwał rozkładowy ruch pasażerski.